# ブラン (シャトーブリアン郡)
ブラン （Blain）は、フランス、ペイ・ド・ラ・ロワール地域圏、ロワール＝アトランティック県のコミューン。

## 地理

県におけるブランの位置

ブランはナントの40km北、ナント・ア・ブレスト運河沿いにあり、ガヴルの森に近い。イサク川が流れる。
境界を接するコミューンは、フェ・ド・ブルターニュ、ノートル＝ダム＝デ＝ランド、エリク、ラ・シュヴァルレ、ラ・グリゴネ、ヴェ、ル・ガヴル、ガンルエ、そしてブーヴロンである。
2010年にINSEEがまとめた順位表によれば、ブランは他から孤立してバンリューのない単体の都市的地域で、ナント都市空間の一部となっている。
かつてローマ街道の交差路であったため、ブランはナント、ルドン、アンジューの間にある重要な商業地となってきた。

## 由来
地元で話されるガロ語では、BlainのつづりがBlaenとなる。

## 歴史
ブランは、発掘作業中に見つかった、多くの遺跡で有名な、ガロ＝ローマ時代の都市であった。発掘物の多くがコミューン内の博物館で見ることができる。
ナントとレンヌの中間、そしてナントとルドンの中間にブランがあった。ガリア系のナムネテス族の土地の中にあるブランは、征服地における駐屯地にふさわしい場所だった。ローマ人はこの目的のために土地を利用することに成功した。その後やってきたフランク族も、この地の戦略的な重要性を理解していた。
しかし、高地を好んだローマ人に対して、そこは監視場所に利用することも可能だった。彼らはイサク川の岸に砦を築いた。そこにはおそらくケルト人が駐屯した。
Castrum-Bableniの名で歴史上に知られるこの要塞は、当時の要塞がそうであったように、非常に単純な構造をしていた。2列の深くて幅広い堀が馬蹄状に川を囲んでいた。巨大なモット・アンド・ベーリーは柵と木製のダンジョンに取り囲まれていた。要塞は繰り返し破壊され、時間をかけて改良されていった。843年におきたブランの戦いでは、ブルトン軍がナント勢に勝利している。
1108年頃、ブルターニュ公アラン4世はブランを領有し、領主として振舞った。こうして軍事的重要性を持つ城が建設された。花崗岩がヴィニューやル・タンプル＝ド＝ブルターニュから切り出された。城の構造は絶えず変更された。後に城主となったクリソン家、ロアン家は、真の建設者として貢献した。
ヴァンデ戦争の間、ヴァンデ軍の残党はブーヴロンの町を経由してブランに入り、死体の山を築いた。彼らが滞在した3日間、教会が開かれ、ミサが挙げられた。

## 人口統計
| 1962年 | 1968年 | 1975年 | 1982年 | 1990年 | 1999年 | 2006年 | 2012年 |
| ------ | ------ | ------ | ------ | ------ | ------ | ------ | ------ |
| 6531   | 7052   | 7153   | 7366   | 7434   | 7731   | 8544   | 9491   |

source=1999年までLdh/EHESS/Cassini、2004年以降INSEE

## 史跡
- グルレ城 - 通称はブラン城。中世から続く要塞の地にロアン家が建設させた。
- サン・ロック礼拝堂 - 1450年、アラン9世・ド・ロアンが、ペスト流行に対する加護の感謝として建設。

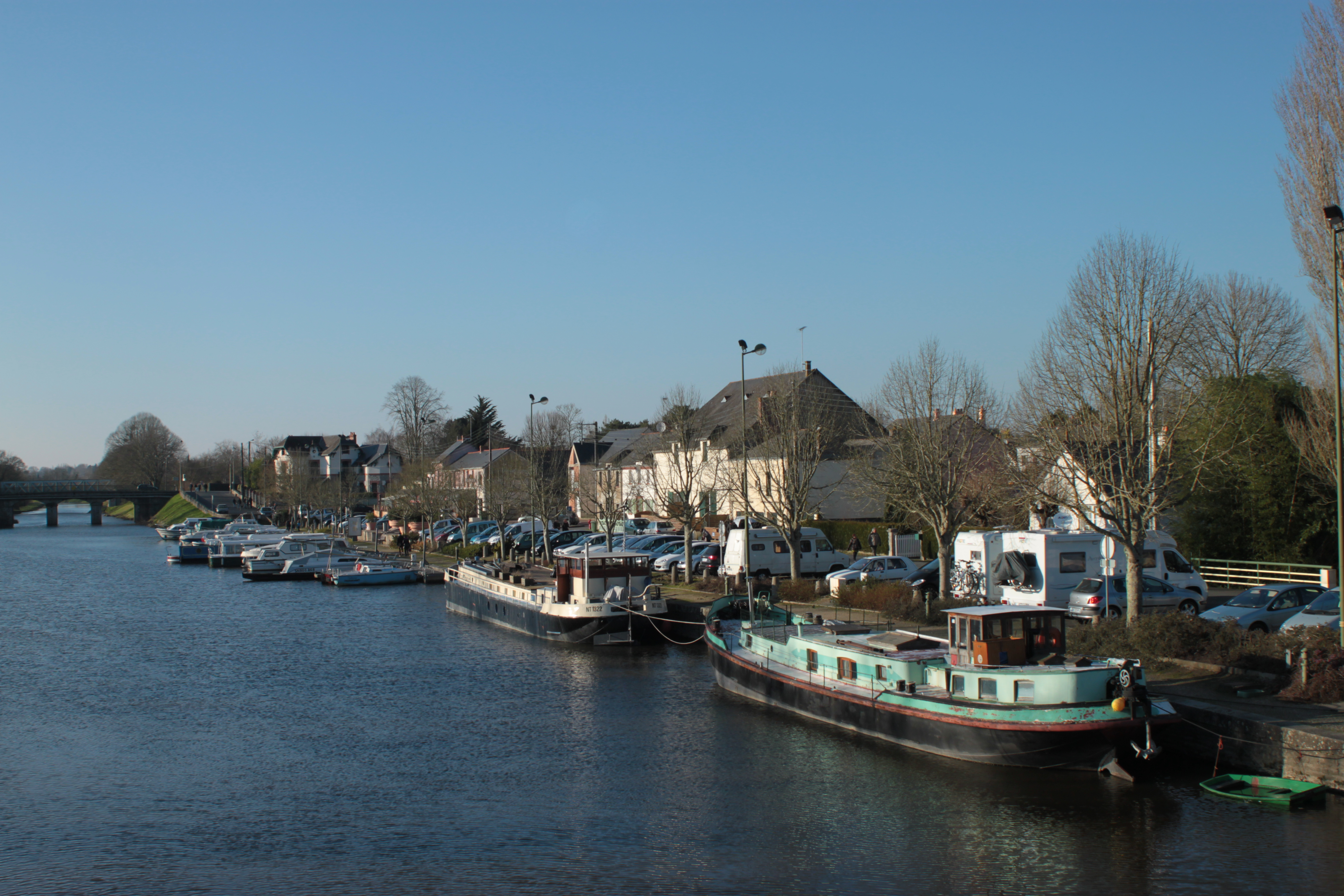
運河に面した港
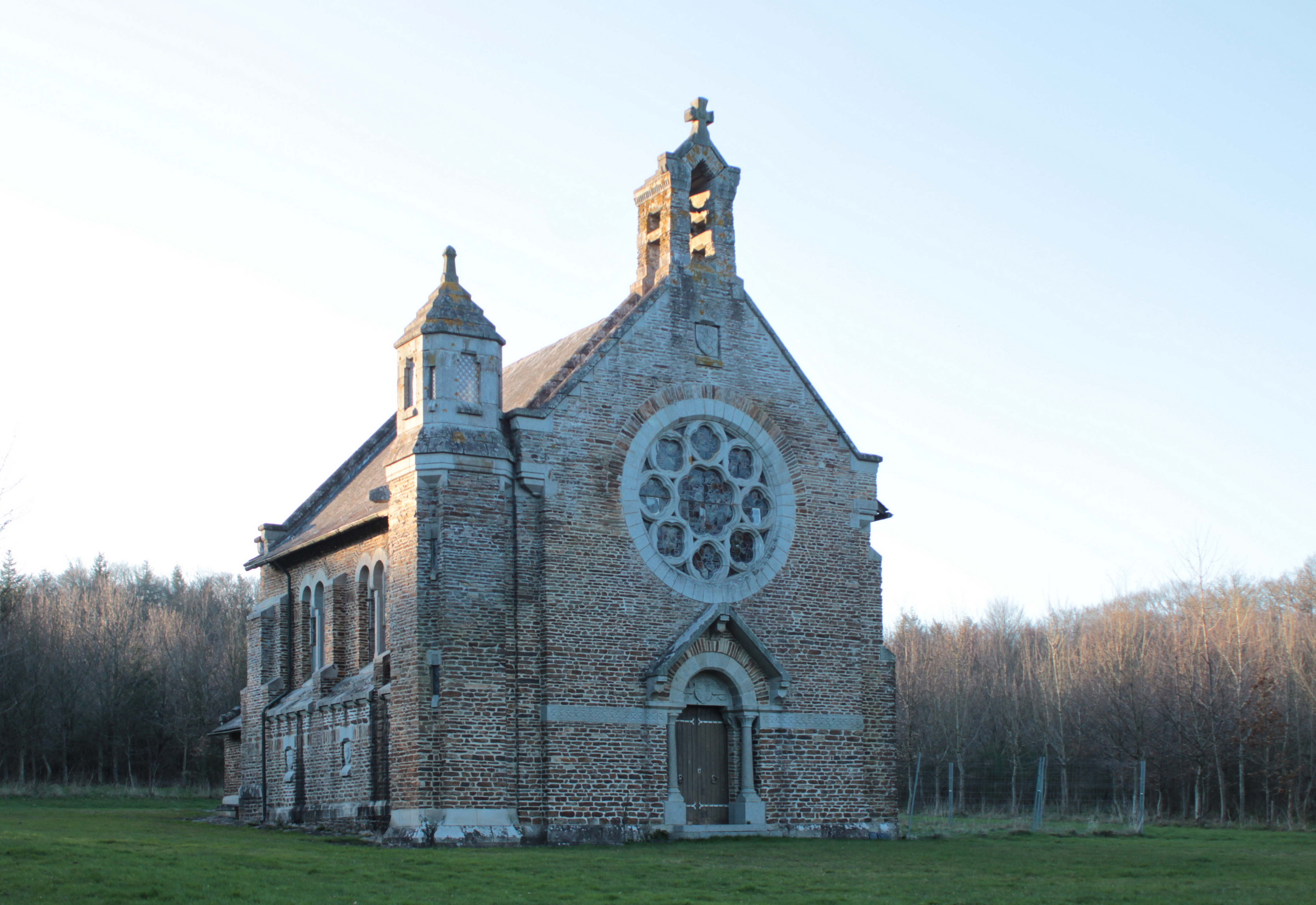
ポン・ピエタン礼拝堂
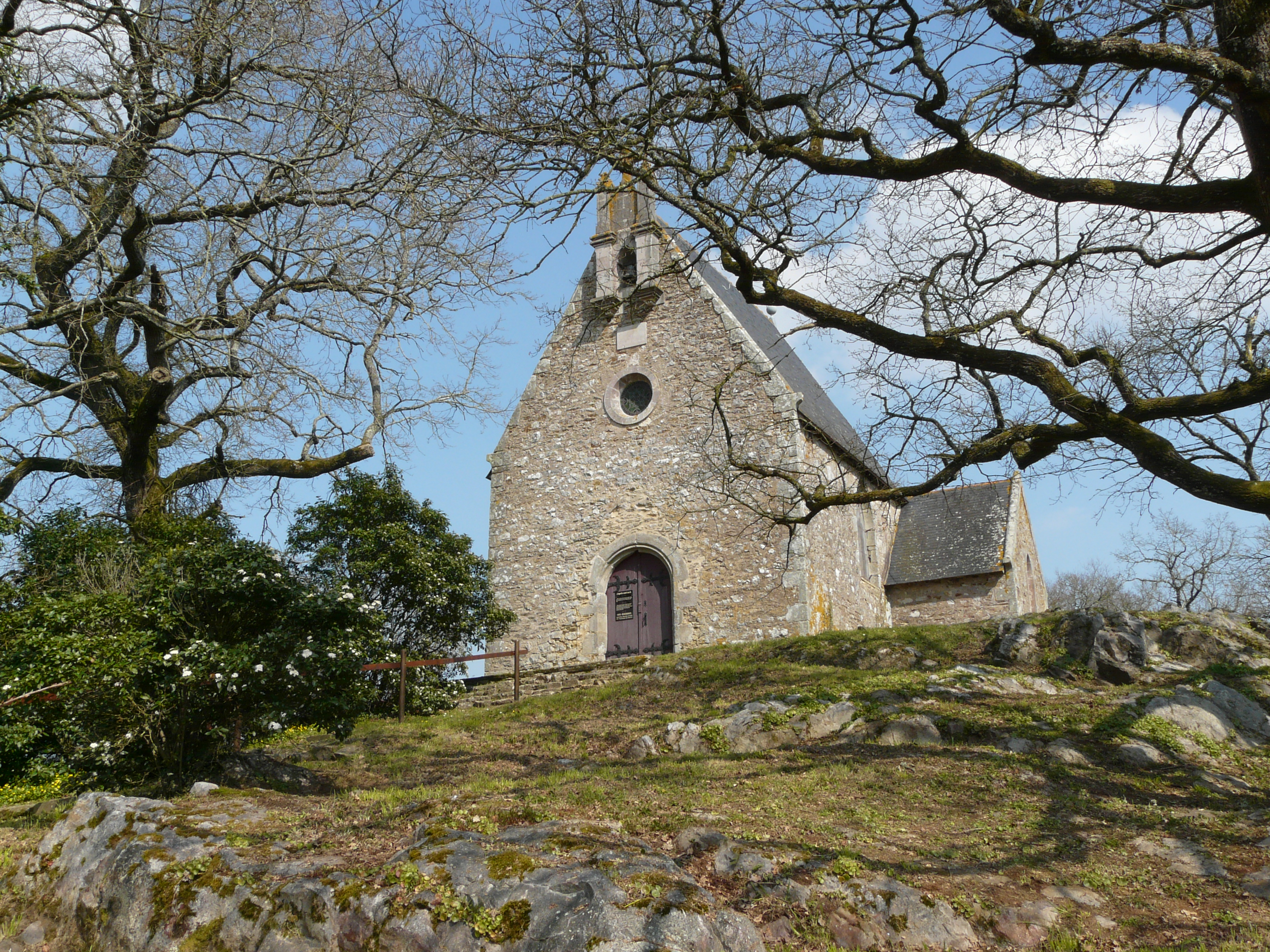
サン・ロック礼拝堂
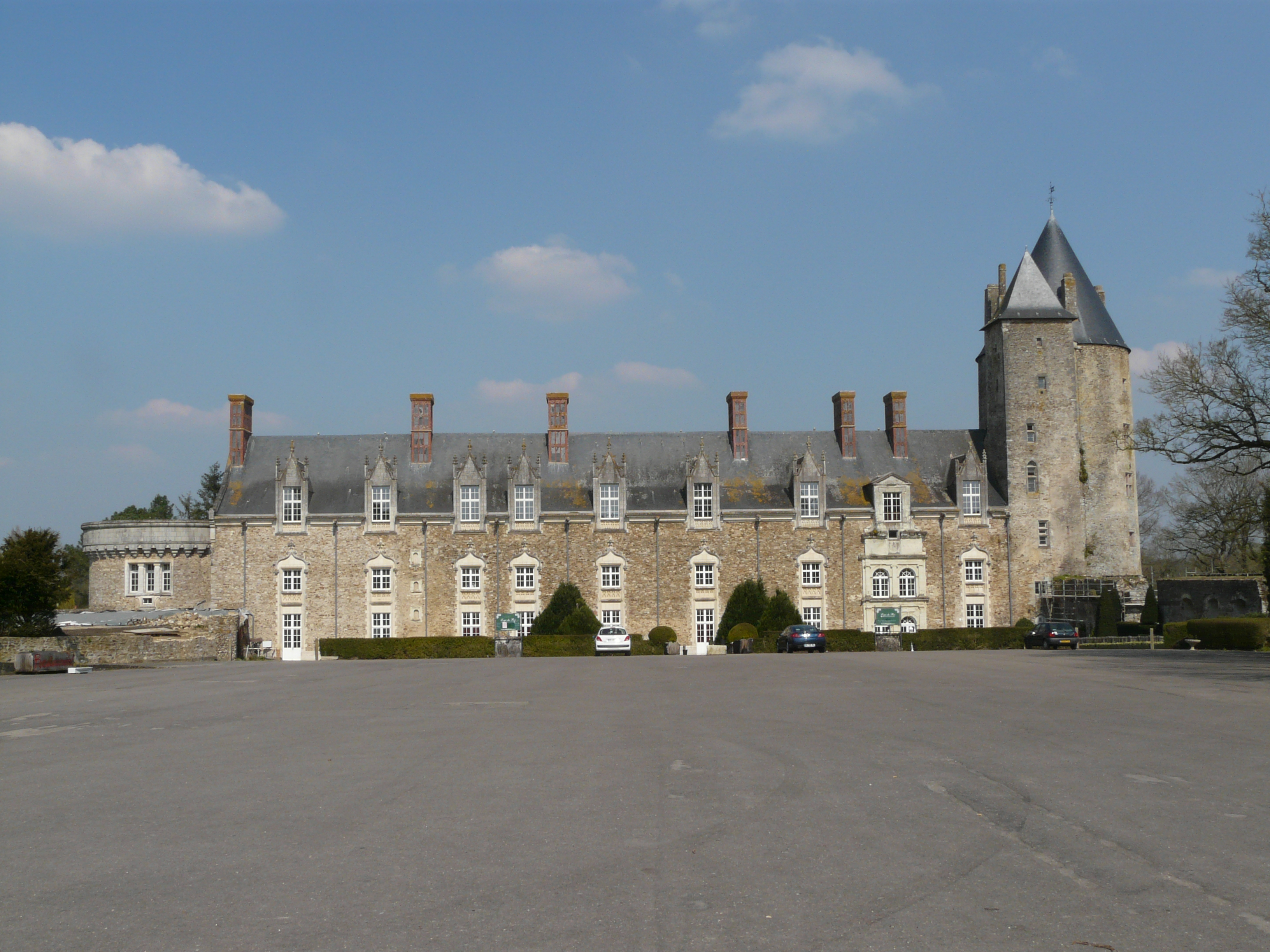
ブラン城
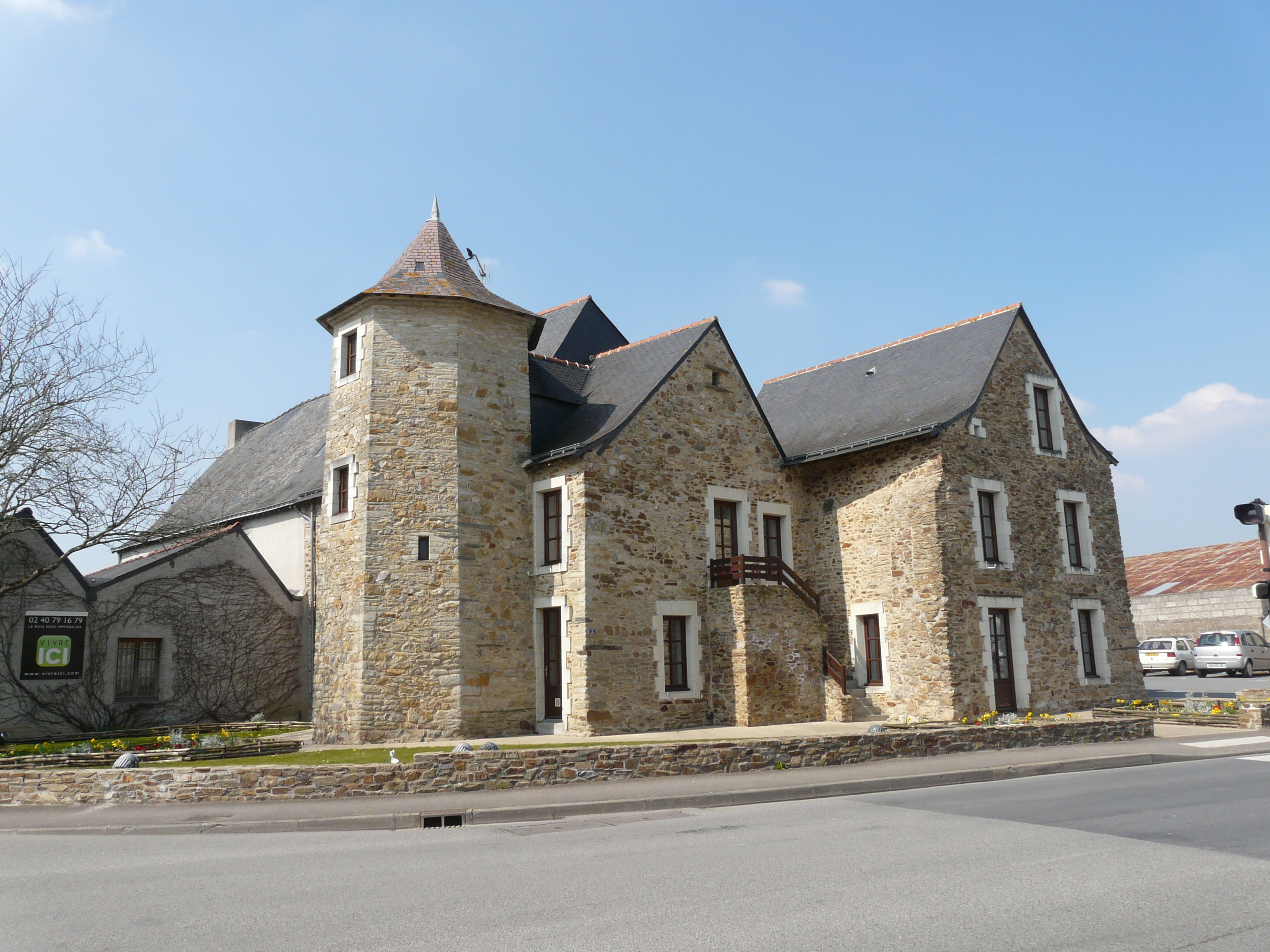
クール・モルティエのマノワール

## 姉妹都市
- レブリショアラ、ルーマニア
- ロイヤル・ウートン・バセット、イギリス
- アルコウティン、ポルトガル